# MGM Television
Metro-Goldwyn-Mayer Television (alternativamente Metro-Goldwyn-Mayer Television Group and Digital, comúnmente conocida como MGM Television y antes conocida como MGM/UA Television; Metónimo común: Lion) es un estudio de producción y distribución de televisión estadounidense inaugurado el 30 de junio de 1956 como "MGM-TV" como una división de Metro-Goldwyn-Mayer.
De 2005 a 2006, los programas de televisión de MGM fueron distribuidos por Sony Pictures Television (como resultado de un consorcio liderado por Sony que compró MGM). Desde el 31 de mayo de 2006, MGM Televisión ha reanudado la producción y distribución exclusiva de sus programas en televisión.
El 26 de mayo de 2021, Amazon anunció que tenía la intención de adquirir el estudio por $8.450 millones. La compra se cerró el 17 de marzo de 2022.

## Participación
Metro-Goldwyn-Mayer usó por primera vez la televisión con fines promocionales y tuvo una relación con The Ed Sullivan Show (en CBS) a principios de la década de 1950. Sin embargo, cuando The Ed Sullivan Show cambió a 20th Century Fox, MGM intentó llegar a un acuerdo promocional con la NBC, pero no pudo llegar a un acuerdo sobre los detalles. El programa de 30 minutos, The MGM Parade, uno de los primeros programas de televisión de MGM, fue producido por el departamento de remolques de MGM como uno de los programas de compilación y promoción que imitaba a Disneylandia, que también estaba en ABC. Sin embargo, este programa fue cancelado por ABC a mediados de 1956.

## Historia

### Principios
MGM tomó ofertas para su biblioteca de películas en 1956 del propietario de Lou Chesler, PRM, Inc. (el comprador de la biblioteca de WB antes de 1948) y otros. Chesler había ofrecido 50 millones de dólares para la filmoteca. MGM ofreció entonces a los distribuidores de películas para televisión contratos de arrendamiento de tres años, Andy Hardys Maisies y Dr. Kildares, pero decidió entrar en el mercado de la televisión.
MGM-TV se inició con la contratación de Bud Barry para dirigir la operación en junio de 1956. MGM-TV iba a distribuir sus 770 películas a la televisión (empezando por las cadenas), a la producción televisiva y a la compra de estaciones de televisión. Se esperaba que la producción televisiva comenzara con la temporada 1957-58 y que incluyera remakes de media hora o series basadas en sus imágenes. Las ventas iniciales de largometrajes se centraron en la venta a las cadenas. El 6 de agosto de 1956, C. Pete Jaeger fue nombrado ejecutivo general de ventas de MGM-TV. El mismo día, Monroe Mendelsohn también fue contratado. Ambos eran ejecutivos de Guild Films. MGM entonces adquirió el 25% de KTTV en Los Ángeles el 20 de agosto de 1956 en efectivo junto con un contrato de arrendamiento de películas de 4 millones de dólares. MGM-TV comenzó a producir comerciales en abril de 1957 creando anuncios para Knickerbocker y Standard Oil of Indiana.
En abril de 1957, MGM-TV fue demandada por el Departamento de Justicia de los Estados Unidos por reservar en bloque a estaciones de televisión por vender su cinemateca en su totalidad. MGM-TV negó los cargos ya que las estaciones tienen las opciones de 3; 100 grupos de películas con licencia para 2 años con tres ejecuciones, 2 paquetes diferentes de 350 con derechos para 3 a 4 años y ejecuciones ilimitadas, la biblioteca completa para siete años con ejecuciones ilimitadas. Se permitió la sustitución de una película en otro paquete por una película de igual valor, ya que cada película es también precios individuales basados en varios factores, incluyendo su edad y sus estrellas. A continuación se aplica un descuento del 50% para la biblioteca completa, del 37,5% para los 350 paquetes y del 25% para los 100 grupos.
En diciembre de 1957, la división tenía 10 series de televisión en estudio, con planes para que 8 estuvieran en producción, dos de las cuales eran propiedad de MGM y producidas por ésta, y las otras seis coproducciones con productores independientes. MGM-TV también estaba negociando con California National Productions, la subsidiaria de distribución sindicada de NBC, un acuerdo para colocar dos series en la sindicación.
MGM TV comenzó su propia red de televisión, MGM Family Network (MFN), o MGM Television Network, el 9 de septiembre de 1973 en 145 estaciones.
Debido a las crecientes dificultades financieras y a la disminución de la producción, MGM cerró sus oficinas de distribución en octubre de 1973 y subcontrató la distribución de su filmoteca por un período de diez años junto con la venta de su rama de publicación de música a United Artists.

### 1980s−1990s
En 1982, Metro-Goldwyn-Mayer Television fue rebautizada MGM/UA Television Distribution después de la fusión con United Artists el año anterior. En 1984, MGM/UA TV lanzó de nuevo una red de televisión ad hoc, MGM/UA Premiere Network, con películas.
En 1986, Ted Turner compró MGM/UA a Kirk Kerkorian, incluyendo todas las películas y programas de televisión de MGM/UA. Sin embargo, debido a una deuda aplastante, Turner se vio obligado a devolver a Kerkorian todos los United Artists y la marca registrada MGM 74 días después, el 8 de junio. Turner se quedó con los programas de televisión de MGM anteriores a mayo de 1986 (los fondos de Associated Artists Productions). Así, cuando Time Warner adquirió Turner Broadcasting System en octubre de 1996, los programas de televisión MGM/UA anteriores a mayo de 1986 pasaron a formar parte de Warner Bros. a través de su unidad Turner Entertainment. Después de la venta de Turner, la división de televisión pasó a llamarse MGM/UA Television Productions. 
En 1987, el brazo de distribución de televisión MGM/UA Telecommunications Group fue lanzado bajo la nueva compañía MGM/UA Communications Co. MGM/UA Television siguió produciendo la serie de televisión Fame hasta 1987, la versión de 1980 de The Twilight Zone hasta 1989, y Kids Incorporated hasta 1993. 
En 1992, MGM/UA Television Productions se convirtió en MGM Television. La empresa de televisión fue reformada como MGM Worldwide Television Group y su distribuidor MGM Telecommunications Group. 
Con la toma de control de MGM Studios por parte de Credit Lyonnais a mediados de 1993 y la incorporación del nuevo director general Frank Mancuso, Mancuso pronto puso en marcha una división de producción de televisión.
En 1996, la compañía fue reformada para las marcas de televisión MGM Television Entertainment, MGM Domestic Television Distribution y MGM International Television Distribution cuando Kerkorian regresó a MGM; sin embargo, MGM utiliza otros nombres en los créditos de sus programas de televisión como MGM Global Television, Inc., MGM Global Holdings, Inc. y MGM Television Entertainment, Inc. 
En 1997, MGM compró Orion Pictures Corporation, The Samuel Goldwy Company y Motion Picture Corporation of America a Metromedia. La compra trajo consigo varias series de televisión.. En la actualidad, MGM Television posee casi todas las películas y programas de televisión originalmente manejados por Filmways, Inc, Orion Television, American International Television, Heatter-Quigley Productions y Samuel Goldwyn Television.
El 27 de julio de 1997, la serie de televisión por cable de MGM, Stargate SG-1, salió al aire por primera vez. .
En el mismo año, MGM Television Entertainment fue formada por MGM como su brazo de televisión de red.

### 2000s−presente
En marzo de 2001, MGM firmó un acuerdo de distribución internacional de varios años para el catálogo de NBC Studios, que incluye programas actuales y futuros.
En 2005, MGM fue adquirida por un consorcio que incluye a Sony Corporation, Comcast e inversores de capital privado. Como resultado, Sony Pictures Television asumió la distribución mundial y cierta distribución nacional de la biblioteca de televisión de MGM Television. Después de que Sony compró MGM, la compañía fue referida como MGM Worldwide Television Distribution.
El 31 de mayo de 2006, MGM anunció que abandonaría Sony como su distribuidor de TV y entretenimiento en el hogar al cambiar su salida de video casero a 20th Century Fox Home Entertainment y relanzar su brazo de producción/distribución de TV. En octubre, MGM anunció que distribuirá la biblioteca de cine y televisión de New Line Cinema. En 2008, los derechos volvieron a Warner Bros. después de consolidar New Line en WB. 
MGM comenzó a entrar en el campo de las redes de televisión y los canales de cable a mediados de 2000. MGM comenzó con This TV, una red de empresas conjuntas con Weigel Broadcasting, lanzada el 1 de noviembre de 2006. El canal de cable MGM HD fue lanzado en 2007. MGM y Comcast lanzaron el canal de vídeo bajo demanda Impact a mediados de agosto de 2008. La red nacional Me-TV se lanzó el 15 de diciembre de 2010 con la división de ventas de televisión nacional de MGM que se encarga de la distribución de la red para Weigel Broadcasting. MGM se asoció en KIN TV, un subcanal afroamericano, con Lee Gaither de Basil Street Media y participó en el lanzamiento de TV One, una red de cable afroestadounidense, que lo compró en estaciones a finales de 2011. MGM lanzó The Works en abril de 2014.
En 2009, MGM TV puso ocho series en desarrollo mientras firmaba con Emma Roberts y su socio gerente/productor David Sweeneys, Bossy Boots Production, para un primer contrato de producción para MTV. MGM formó una entidad de financiación y distribución de televisión, Orion TV Production. En diciembre de 2012, MGM Television anunció que lanzaría una charla de tabloide y un programa no tradicional de la corte, Paternity Court, a través de sus Orion TV Productions.

### MGM Television Group and Digital
El 22 de septiembre de 2014, MGM adquirió una participación del 55% en Lightworkers Media y One Three Media, que fueron formadas por Mark Burnett y Roma Downey con una participación parcial de Hearst Corporation, y consolidó las dos compañías en la nueva división de producción de TV de MGM, United Artists Media Group, con Burnett como CEO. El 14 de diciembre de 2015, MGM anunció que había adquirido la participación restante en UAMG en un acuerdo de acciones y efectivo, y que Burnett se convertiría en el nuevo director general de MGM Television en reemplazo de Roma Khanna. Como resultado, las franquicias de reality shows de Burnett (Survivor, The Voice, The Celebrity Apprentice y Shark Tank) están siendo coproducidas por MGM Television con sus respectivos productores originales.
Con Sinclair Television Group el 31 de octubre de 2015, Comet se lanzó como una red de subcanales de difusión de ciencia ficción con MGM operando la red de manera similar a un acuerdo de servicios compartidos. Mientras continuaba su primer negocio con Content Media Corporation, Caryn Mandabach Productions, Inc. firmó un contrato de producción de varios años con MGM TV en octubre de 2015.
MGM lanzó otras dos redes de subcanales a finales de 2016 y principios de 2017. Light TV, una co-aventura con Burnett y Downey y Hearst, comenzó el 22 de diciembre de 2016. Charge!, otra red de Sinclair, comenzó a transmitir el 28 de febrero de 2017 con la programación de MGM una vez más.
En noviembre de 2016, MGM formó Gato Grande Productions, una empresa conjunta con los empresarios mexicanos Miguel Alemán y Antonio Cué. El primer proyecto de Gato Grande fue una serie de televisión sobre el artista Luis Miguel.
El 18 de julio de 2017, MGM Televisión adquirió Evolution Media, un estudio sin guion conocido por la franquicia Real Housewives. En junio de 2018, MGM Television adquirió Big Fish Entertainment, el productor de Live PD de A&E.
Un nuevo puesto, vicepresidente senior de la plataforma digital y de la nueva plataforma, fue creado y ocupado en marzo de 2017 por Sam Toles. En julio de 2017, MGM Television anunció que reviviría la franquicia de Stargate con una nueva serie exclusiva digital, Stargate Origins, como parte de un nuevo servicio de suscripción conocido como Stargate Command lanzado en el tercer trimestre de 2017. Para agosto de 2018, el Grupo Digital de MGM había formado United Artists Digital Studios para producir espectáculos como Stargate Origins.
El 26 de mayo de 2021, Amazon anunció que tenía la intención de adquirir el estudio por $8.450 millones. La compra se cerró el 17 de marzo de 2022.

## Unidades
- Lightworkers Media
- MGM Domestic Television Distribution LLC
  - ThisTV Network LLC
- MGM Domestic TV Networks LLC
  - MGM HD Productions LLC
    - MGM HD

  - Epix Entertainment, LLC
- MGM Digital
  - Stargate Commmand (servicio de streaming)
  - United Artist Digital Studios
- MGM North America Holdings Inc.
  - MGM International Television Distribution Inc.
- MGM On Demand Inc.
  - Impact (empresa conjunta con Comcast)
- MGM Television Entertainment Inc.
  - Orion TV Productions, Inc.
  - Big Fish Entertainment LLC
  - Evolution Media (Evolution Film & Tape, Inc.)
  - Gato Grande Productions (empresa de producción conjunta con los empresarios mexicanos Miguel Alemán y Antonio Cué)